# Widerspiel
Widerspiel ist ein Roman des Schweizer Schriftstellers Peter Zeindler, der 1987 bei Zsolnay veröffentlicht wurde.

## Handlung
In seinem Thriller-Roman greift der Autor auf seine bewährte Figur Konrad Sembritzki zurück.
Sembritzki, der ursprünglich aus Luckow in Schlesien stammt, lebt zur Tarnung als Antiquar in Bern, ist aber eigentlich BND-Agent. In einer Phase, als der Bundesnachrichtendienst ihn „außer Dienst“ gestellt hat, unternimmt er privat eine Reise nach Polen, um dort seine im Sterben liegende Tante zu besuchen.
Dennoch weckt der Besuch ohne Hintergedanken das Interesse verschiedener Geheimdienste und Widerstandsgruppen aller möglichen Couleur. Bei den anschließenden Intrigen und Verfolgungsjagden wird dem Leser nicht nur die übliche Thriller-Spannung, sondern auch der zeithistorische Hintergrund Polens geboten.

## Ausgaben
- Peter Zeindler: Widerspiel. Paul Zsolnay Verlag, Wien 1987, 315 S., ISBN  3-552-03923-6
- Peter Zeindler: Widerspiel. Heyne, München 1991, ISBN 978-3453036505

## Auszeichnungen
- Deutscher Krimi Preis 1988
- Schillerpreis der Zürcher Kantonalbank 1987